# Corcoran (Minnesota)
Pour les articles homonymes, voir Corcoran.
Corcoran est une ville du comté de Hennepin dans le Minnesota, aux États-Unis. La population est de 5 630 habitants en 2000.

## Histoire
Corcoran a été fondée en 1855, son nom vient de Patrick B. Corcoran, le premier instituteur, commerçant et postier de la localité.